# Porteleky László
Porteleky László (Kisújszállás, 1870. február 12. – Csővár, 1953. február 23.) magyar ügyvéd, miniszteri tanácsos, Zala vármegye kormánybiztosa, sportoló, magyar vívó és súlylökő bajnok. Akár róla is mintázhatta Strobl Alajos a múzeumkerti Arany János-szobor egyik mellékalakját, Toldi Miklóst.

„Ami a szobrásznak a véső, ami festőnek az ecset, a zeneművésznek a hangszer, az a vívónak a kard.”

– Porteleky László

## Élete
Id. Porteleky László (1841–1910) kántortanító és Horkay Terézia (1840–1910) legidősebb fiaként született. A kisújszállási hatosztályos gimnáziumba járt, majd 1886-tól az iglói főgimnázium tanulója volt. 1888-ban érettségizett, majd felvételt nyert a Magyar Királyi Tudományegyetem jog- és államtudományi karára. 1891. október 10-én jogi doktorrá avatták.
1892-től 1907-ig a Magyar Királyi Honvédelmi Minisztériumban dolgozott. Előbb gyakornok, majd miniszteri segédfogalmazó, miniszteri segédtitkár, később miniszteri titkár, végül miniszteri osztálytanácsos lett. A belügyminiszter 1906. február 1-én Zala vármegye teljhatalmú kormánybiztosává nevezte ki. A helyi vezetők kormányellenességét nem tudta megtörni, így március elején leváltották. Utódja Szulyovszky Dezső lett. 1907-ben befejezte a minisztériumi munkát, és nyugdíjazták. Ezután jól menő ügyvédi irodát nyitott Budapesten.

### Katonai pályafutása
1888. október 4-én besorozták az állandó hadseregbe. Kétéves katonai szolgálatát ténylegesen 1892. október 1-én kezdte meg a cs. és kir. 32. gyalogezredben. 1893-ban letette a tartalékos tiszti vizsgát és tartalékos hadnagyként a cs. és kir. 15. tábori ágyúsezredhez helyezték át. 1895 és 1899 között három fegyvergyakorlaton vett részt. Katonai szolgálatának főbb helyszínei: Komárom, Gattendorf, Köbölkút, Concurrenz, Dél-Stájerország és Krajna. 1901-től 1906-ig a magyar királyi 1. honvéd huszárezredben szolgált.

### Sportolóként
Középiskolás kora óta rendszeresen sportolt. Joghallgatóként a Magyar Atlétikai Club (MAC) tagja lett, annak titkára is volt. Később az egyesület örökös tagjának is megválasztották. Első dokumentált eredményét 1888-ban, a 100 méteres síkfutásban második helyezéssel érte el. Egy évvel később tornászként és vívóként is sikerrel mutatkozott be, majd 1892-ben a Neptun Evezős Egyesület színeiben Bécsben a juniorok között első lett a kormányos négyes csapat tagjaként. Számos sportban jeleskedett: evezett, vívott, birkózott, úszott, teniszezett, ökölvívott, diszkoszt vetett és súlyt lökött, sőt a MAC színeiben védőként még futballozott is.
1896-ban magyar bajnok lett pentatlonban, amely akkor távolugrásból, súlydobásból, egykörös futásból (402 m), gerelydobásból és birkózásból állt. Az 1898-as magyar atlétikai bajnokságon aranyérmes lett súlylökésben, 10,29 méterrel, vívóként 1900-ban nyert magyar bajnokságot. Vívómesterei Keresztessy Lajos, Halász Zsiga és Italo Santelli voltak. 1898-ban Belgrádban Iványi Gyulával együtt tartott bemutatót a korszerű magyar kardvívásról
A versenyszerű sportolást orvosi tanácsra 66 évesen fejezte be. Sportvezetőként számos tisztséget töltött be. Barátai tréfásan Sportelekynek nevezték.

#### Eredményei
Atlétika
Magyar bajnokság
- aranyérmes
  - súlylökés: (1898)
- ezüstérmes
  - távolugrás (1898)
  - súlylökés: (1904)
- bronzérmes
  - súlylökés: (1902, 1903)

Vívás
Magyar bajnokság
- aranyérmes
  - kard egyéni: (1900)
- ezüstérmes
  - tőr egyéni: (1900, 1901)
  - kard egyéni: (1901)

### A Toldi-szobor modelljeként
Egyetemi éveiben kidolgozott izomzatú sportolóként Strobl Alajos szobrászművész modellként alkalmazta az Arany János-szobor Toldi alakjának megmintázásakor. A szobrász Portelekyt a Rudas gyógyfürdőben szólította meg, és kérte fel modelljének. Porteleky bevallása szerint csak a karja szolgált alapul Toldi karjához, ugyanis majdnem 40 centiméter körméretű felkarokkal bírt. Később Pekár Gyula azt terjesztette, hogy a szoborhoz ő állt modellt, de mint kiderült, Strobl vele sem volt elégedett. Egyes források szerint Toldi alakját az ország tornászbajnokáról, az MTK-s Müller Dávidról mintázta.

### A „Pesti gavallér”
Porteleky ismert résztvevője volt a századfordulón Pest társadalmi életének, gyakran lehetett vele találkozni közösségi, jótékony célú összejöveteleken, estélyeken, bálokon, ahová legtöbbször családjával érkezett. „Pest gavallérjaként” is emlegették. Sokszor keveredett heves vitába különböző egyesületi sportbarátaival, újságírókkal, különböző tisztségviselőkkel vagy politikusokkal. Ezeknek a vitáknak nem egyszer párbaj lett a vége. Porteleky párbajairól többször is beszámolt a korabeli sajtó. 1900-ban Füzeséry Árpáddal vívott kardpárbajt. Az első összecsapást követően mindketten harcképtelenné váltak. A felek a párbaj után nem békültek ki. 1903-ban Aranyossy Benő önkéntessel ismeretlen okból előbb pisztoly-, majd kardpárbajt vívott. Aranyossy a vívás során súlyosan megsérült. Porteleky többször volt különböző párbajokban valamelyik fél segéde is. 1905-ben ifj. Tisza Istvánnak, a miniszterelnök fiának Horváth Iván joghallgatóval vívott véres kardpárbajánál segédkezett.

### Az első világháborúban
Az első világháború idején tartalékos hadnagyként a szerb fronton harcolt. 1916. március 26-án Ferenc József magyar király a háború teljes időtartamára népfelkelő hadnaggyá nevezte ki, majd népfelkelő honvéd huszár százados lett. Szolgálataiért Károly-csapatkereszt Háborús Emlékérem a kardokkal kitüntetést kapta.

### A háború után
Az első világháború után hazatért Kisújszállásra és 1919-ben újranyitotta ügyvédi irodáját. Sokan A szegények ügyvédje-ként emlegették. Élénken részt vett a közéletben is, megszámlálhatatlan egyesületben és szervezetben vállalt vezető szerepet. 1924-től 1935-ig a Kisújszállási Önkéntes Tűzoltó Egyesület főparancsnoka volt.
1939 júliusában a Felvidékre, felesége szülővárosába, Nyitrára költözött, azonban nagyjából egy évnyi ott-tartózkodást követően a szlovák hatóságok az ország elhagyására kényszerítették. Galgagyörkre, végül Csővárra költöztek. Ott is hunyt el 1953-ban, aggkori végelgyengülésben. Sírja a csővári evangélikus egyházi temetőben található.

## Magánélete
Porteleky hatalmas, daliás termetű, rendkívüli testi adottságokkal bíró, fegyelmezett, higgadt és határozott egyéniség volt. Rokonszenves, szerény, mélységesen emberséges természete révén köztisztelet övezte. Németül, franciául és angolul is beszélt.

### Házasságai és leszármazottjai
1899. október 2-án Budapesten feleségül vette Jurenák Ilonát (1878–1937). 1905. február 7-én elváltak. Házasságukból két gyermekük született:
- György (1900) újszülöttként meghalt
- Magdolna (1903–?). Férje dr. Szirmay Lajos törvényszéki bíró

1905. augusztus 20-án újranősült, Nyitrán feleségül vette Szécsy Valériát (1886–1959). Négy gyermekük született:
- Valéria (1909–1959) okleveles gyógyszerész, tőrvívóbajnok. Férje Holzheim Béla (1904–?), a váci püspöki uradalom főintézője.
- Ferenc (1911–?) jogász, kinevezett törvényszéki bíró, költő, országos kardvívóbajnok. Felesége Pál Anna földrajz-történelem szakos középiskolai tanár.
- Margit (1917–2012) tanítónő, operaénekes. Férje Derzsenyi Tibor jogász.
- Mária (Marika, 1925–1938) gyermekkorában vesegyulladásban meghalt.